# Gud (højere væsen)
 For alternative betydninger, se Gud. (Se også artikler, som begynder med Gud)
En gud er et højere væsen, en skaber, en højere væren eller en åndelig magt, som i nogle tilfælde er en del af en teistisk religion.
Der findes mange forskellige opfattelser af, hvad en gud er, og der findes ingen almindelig enighed om definitionen. Guder optræder både inden for teistiske religioner, visse filosofier, nogle spirituelle praksisser og nogle former for psykologi som fx som psykologiske arketyper i dybdepsykologien.
I nogle teistiske religioner regner man med, at der er én gud, mens man i andre regner med flere guder – altså monoteisme over for polyteisme. Der findes også ikke-teistiske religioner, som for eksempel buddhisme, hvor der slet ikke er guder.
Der er også uenighed om, hvorvidt guder findes eller ej, og mens teistiske religioner forsvarer eksistensen af guder, anfægter ateister den. I noget folketro kan guder gøre overnaturlige eller uforklarlige ting, og de regnes i visse sammenhænge som udødelige. Samtidig er der vidt forskellige opfattelser af forholdet mellem guderne og universet.